# Ruszjaci
Ruszjaci (macedónul: Русјаци) település Észak-Macedóniában, a Délnyugati körzet Makedonszki Brod-i járásában.

## Népesség
| Lakosok száma | 352  | 365  | 328  | 237  | 138  | 81   | 68   | 43   | 14   |
|               | 1948 | 1953 | 1961 | 1971 | 1981 | 1991 | 1994 | 2002 | 2021 |

2002-ben 43 lakosa volt, akik közül 42 macedón és 1 szerb.